# Severna Norveška
Severna Norveška (bokmål Nord-Norge, urbano vzhodno norveško: [ˈnûːrˌnɔrɡə], nynorsk Nord-Noreg; severnosamijsko Davvi-Norga) je geografska regija Norveške, ki jo sestavljata dve najsevernejši okrožji Nordland in Troms og Finnmark v skupaj približno 35 % norveške celine. Nekatera največja mesta na severu Norveške (od juga proti severu) so Mo i Rana, Bodø, Narvik, Harstad, Tromsø in Alta. Severno Norveško pogosto opisujejo kot deželo polnočnega sonca in deželo severnega sija. Severneje, na pol poti do severnega tečaja, je arktično otočje Svalbard, ki se tradicionalno ne šteje za del Severne Norveške.
Regija je večkulturna, v njej ne živijo le Norvežani, ampak tudi avtohtono ljudstvo Sami, norveški Finci (znani kot Kveni, ki se razlikujejo od 'gozdnih Fincev' južne Norveške) in rusko prebivalstvo (večinoma v Kirkenesu). V večjem delu območja prevladuje norveški jezik; govorce Samije večinoma najdemo v notranjosti in na nekaterih območjih fjordov Nordland, Troms in zlasti Finnmark – čeprav etnične Samije, ki ne govorijo jezika, najdemo bolj ali manj povsod v regiji. Finščina se govori le v nekaj skupnostih na vzhodu Finnmarka.

## Geografija
Severna Norveška pokriva približno tretjino Norveške. Najjužnejši del, približno del južno od arktičnega kroga, se imenuje Helgeland. Tu je na zunanji strani obalnega območja veliko otokov in otočkov, nekateri ravni, nekateri impresivnih oblik, kot je gora Torghatten, ki ima luknjo skozi njo, in pogorje De syv søstre blizu Sandnessjøena. Notranjost je prekrita z gostimi smrekovimi gozdovi in gorami blizu švedske meje; nekatere največje reke v regiji so Vefsna in Ranelva. Najvišja gora na severu Norveške je tukaj v pogorju Okstindan južno od Mo i Rane z Oksskoltenom, ki sega 1915 metrov nad morsko gladino in z ledenikom Okstindbreen.
Pogorje Saltfjell z ledenikom Svartisen in sekajočim se polarnim krogom ločuje Helgeland od naslednje regije, imenovane Salten. Pomembni vrhovi v Saltenu so Børvasstindan južno od Bodøja, Suliskongen pri Fauskeju (1907 metrov, najvišja gora severno od arktičnega kroga), Steigartindan in falični Hamarøytinden. Med Saltfjellom in vzhodnim Finnmarkom so bile prvotno posajene smreke, ki so večinoma v zasebni lasti. Starejši nasadi zdaj proizvajajo les, 80 let po zasaditvi.
Lofoti so veriga vrhov, ki štrlijo iz oceana. S celinske strani je videti zelo pusta, a za vijoličasto črnimi vrhovi so tudi ravnine z dobro pašo za ovce, deloma na zemlji iz morskih alg. Otoki Vesterålen so sestavljeni iz manjših in večjih otokov z zelo raznoliko pokrajino. Ofoten, bolj v notranjosti, je fjordska pokrajina z visokimi gorami, najvišja je Storsteinfjellet v Narviku, 1894 m nad morjem, najbolj znana pa je Stetind, nacionalna gora Norveške. Obstajajo tudi ledeniki, kot sta Frostisen in Blåisen.
Okrožje Troms ima presenetljivo zelenje za zemljepisno širino, notranje reke in fjordi pa so obdani z brezovimi gozdovi, v notranjosti pa so obsežni borovi gozdovi in visokogorje okoli rek Målselva in Reisaelva. Veliki otoki, kot so Senja, Kvaløya in Ringvassøya, imajo zeleno, gozdnato notranjost in pusto, gorato obalo z manjšimi otoki na morju. Lyngenske Alpe so najvišje gore na tem območju, ki se dvigajo do 1833 metrov, območje ledenikov in slapov. 269 metrov slap Mollisfossen v Nordreisi je najvišji slap na severu, medtem ko je Målselvfossen nacionalni slap Norveške.
Okrožje Finnmark ima fjorde in ledenike na skrajnem jugozahodu, za severozahodne obale pa so značilni veliki otoki, kot sta Sørøya in Seiland. Notranjost pokriva Finnmarksvidda, razmeroma pusta planota, visoka okoli 300 do 400 metrov, s številnimi jezeri in rekami, kot sta Alta-Kautokeino in Tana/Deatnu. Tudi na tej zemljepisni širini v nižinah v notranjosti naravno rastejo borovi gozdovi. Vzhodno od Honningsvåga ni otokov, ki bi ščitili puste obale, ki se dvigajo neposredno iz morja. Pokrajina proti ruski meji je razmeroma ravna. Knivskjellodden na otoku Magerøya označuje severni konec Evrope; turizem je usmerjen na veliko bolj dostopen (in dramatičen) Nordkap, medtem ko je Kinnarodden na polotoku Nordkinn najsevernejša točka evropske celine. Finnmark leži severno od najbolj severne Finske, na vzhodu pa ima Norveška 196 kilometrov meje z Rusijo.

## Zgodovina
Najstarejša znana zgodovinska kultura v regiji se imenuje Komsa, poimenovana po gori v Alti. Prvi ljudje so verjetno prišli pred 12.000–13.000 leti, vendar ni gotovo, ali so prišli z južne Norveške ali s polotoka Kola. Danes so skalne poslikave v Hjemmeluftu v Alti ali v Leknesu v Nordlandu med ostanki kultur kamene dobe, ki prikazujejo severne jelene, ki plavajo po fjordih. Pomembna najdišča so med reko Tana in fjordom Varanger, kjer so severni jeleni verjetno zagazili čez ožino na poti med zimsko in poletno pašo. Vprašanje etnične identitete kamenodobnih kultur je politično obremenjeno, saj mnogi Samiji menijo, da se negotovost v zvezi z najzgodnejšimi naseljenci na severnem Norveškem uporablja za dvom o njihovem statusu avtohtonega ljudstva. Kovine so bile predstavljene okoli leta 500 pr. n. št.
Kulturi Sami je mogoče slediti vsaj 2000 let nazaj. Obstaja tudi nekaj arheoloških dokazov o bronastodobnih kmetijskih naselbinah, starih približno 2500 let, kot v Steigenu in Sømni. Leta 2009 je arheolog odkril dokaze o pridelavi ječmena v Kvæfjordu blizu Harstada v bronasti dobi 1000 pr. n. št. Zdi se, da se je večja naselitev ljudi germanskega izvora z znatnimi arheološkimi dokazi zgodila med letoma 200–300 našega štetja. Ti so se naselili ob obalah približno do mesta Tromsø. Obe etnični skupini sta trgovali med seboj in zdi se, da je bilo precej medsebojnih porok. O naravi soobstoja poteka vroča razprava.
V vikinški dobi je več poglavarjev ob obali igralo pomembno vlogo v norveški zgodovini, običajno so se upirali združitvi Norveške. Potovanje in zgodbo Ottarja iz Hålogalanda je posnel kralj Alfred Veliki v Wessexu. Hårek iz Tjøtte in Tore Hund, ki je ubil svetega Olafa v bitki pri Stiklestadu leta 1030, sta bila po Heimskringla pomembna voditelja. Poglavar in pesnik Øyvind Skaldespiller je bil prvi deležen mednarodnega priznanja, saj so bile njegove pesmi nagrajene, ko je islandski parlament organiziral zbiranje denarja za nakup debelega zlatega prstana. Temu obdobju razcveta odpora je sledila konsolidacija in centralizacija norveške države, v kateri so (in so) prevladovali južnjaki (v relativnem pomenu južne severne Norveške), kar je zmanjšalo moč in bogastvo severnonorveških poglavarjev.
V srednjem veku so vzdolž obale gradili cerkve in utrdbe, da bi utrdili trdnejšo trditev o kraljevini Norveški vzdolž takratne meje norveške poselitve. Do leta 1150 je bila cerkev Lenvik najsevernejša cerkev na Norveškem. Leta 1252 je bila v Tromsøju zgrajena prva cerkev, Ecclesia Sanctae Mariae de Trums juxta paganos (Cerkev svete Marije v Tromsu blizu poganov), skupaj z majhnim obzidjem, ki naj bi služilo kot zaščita pred karelijskimi napadi. Temu je leta 1307 sledila posvetitev cerkve Vardø v današnjem vzhodnem Finnmarku. Nazadnje je bila zgrajena trdnjava Vardøhus za označevanje in obrambo meje s pritočnimi deželami Karelije Novgorodske republike. Tradicionalno mnenje je bilo, da sta bili trdnjava in cerkev zgrajeni približno ob istem času, čeprav nedavne raziskave kažejo, da je bila trdnjava morda zgrajena šele v 1330-ih, potem ko je meja med Norveško in Novgorodom postala bolj fiksna. Približno v istem času se je pospešil ribolov trske. Posušeno trsko so izvažali skozi Bergen v ves hanzeatski svet, kar je severu prineslo blaginjo. To se odraža v številnih delih uvožene cerkvene umetnosti iz poznega srednjega veka. V Rusiji so takrat potekale številne vojne z Novgorodsko republiko, ki so se konec 15. stoletja ustavile.
Znižane cene rib v 17. stoletju in izkoriščevalske trgovske prakse trgovcev iz Bergna, ki so dobili kraljevi monopol nad trgovanjem z ribami, so privedli do znatnega upada prebivalstva in hude revščine tistih, ki so ostali. Velika obalna območja so bila izpraznjena, kultura Sami pa se je vrnila, saj je bila manj odvisna od izvoza rib. Po letu 1700 so ruski Pomori vsako poletje začeli prihajati na trgovske pohode in prinašati rž v zameno za ribe. Čeprav je bilo to v nasprotju s trgovinskim monopolom Bergna in je dansko-norveška monarhija poskušala omejiti trgovino s Pomori, je bila trgovina bistvenega pomena za preživetje številnih severnonorveških ribiških skupnosti. V 1740-ih so prvi naseljenci začeli prihajati na severno Norveško s Finske. Tradicionalno mnenje je, da so bili to begunci, ki so bežali pred lakoto in vojnami doma, čeprav sodobni učenjaki poudarjajo, da so mnogi preprosto iskali svoj košček zemlje, ki ga je na Finskem zaradi hitre rasti prebivalstva postajalo vse manj. Leta 1789 je bil odpravljen trgovinski monopol mesta Bergen, Hammerfest in Vardø sta dobila mestni listini, Tromsø pa je temu sledil leta 1794. Prekinjena zaradi britanske blokade napoleonskih vojn je to uvedlo obdobje rasti brez primere na severu ker so zaradi trgovinskega monopola mesta v severni Norveški prej postala nesposobna za preživetje. Bodø je bil ustanovljen leta 1816, Vadsø pa leta 1833. Ladijska linija Hurtigruten, uvedena leta 1893, je omogočila hitrejšo komunikacijo z jugom. Leta 1906 so se odprli rudniki železa v Kirkenesu.
Hkrati je bila ogrožena etnična raznolikost območja. Zlasti po norveški neodvisnosti (od Združenega kraljestva Švedske in Norveške) leta 1905 so norveške oblasti vztrajale, da morajo vsi govoriti samo norveško, šole pa so postale aktivno orodje asimilacije. Samijski jezik je bil prepovedan v šolah, cerkvah in javni upravi. Zaskrbljenost zaradi možnega finskega iredentizma je prav tako vodila do vse večjega pritiska na Kvene, naj se asimilirajo. Ljudje, ki so želeli kupiti državno zemljišče v Finnmarku, so morali dokazati, da znajo govoriti norveško, preden so se lahko naselili.
Ta regija na Norveškem je bila najbolj prizadeta v drugi svetovni vojni. Leta 1940 so se Norvežani in zavezniške sile bojevali proti nemški vojski zaradi strateškega pristanišča za izvoz železa Narvik, dokler niso bile umaknjene zavezniške sile in oprema, pri čemer preostali Norvežani niso imeli druge možnosti, kot da se predajo. Kralj Haakon VII. Norveški in vlada sta pobegnila proti severu in ostala na območju Tromsøja tri tedne. 27. maja je Bodø bombardirala Luftwaffe, 7. junija pa so se zavezniki umaknili s severa, kralj in vlada pa sta iz Tromsøja pobegnila v Britanijo. Med vojno je območje uporabljala Kriegsmarine za napade s podmornicami na zavezniške arktične oskrbovalne konvoje, ki so oskrbovali vzhodno fronto.
Leta 1944 se je nemški Wehrmacht začel umikati s fronte Murmansk. V okviru svoje taktike so požgali vse za seboj na območju med rusko mejo in fjordom Lyngen. Prebivalstvo je bilo prisilno evakuirano, čeprav se jih je tretjina namesto tega odločila skriti v divjino. Vse, ki so jih našli, so postrelili.
Po drugi svetovni vojni si je Norveška močno prizadevala za obnovo porušenih mest in vasi. Posodobitev ribištva in kmetijstva je bila pomembna, saj je bila severna Norveška precej revnejša in manj razvita kot južna. Leta 1946 je bila ustanovljena ogromna jeklarna Mo i Rana, ki je napovedovala industrializacijo severa.
Izboljšal se je tudi promet, saj so bila po celotnem območju zgrajena letališča, predvsem v Bodøju leta 1952 in Tromsøju leta 1964. Železniško omrežje je bilo razširjeno do Bodøja leta 1961. Leta 1972 je bila odprta Univerza v Tromsøju, ki so jo spremljale številne univerzitetne fakultete, zlasti v Bodøju, Alti, Harstadu in Narviku. V letih 1972 in 1994 so bila močna gibanja proti EU na severu, ki so v veliki meri temeljila na zaskrbljenosti zaradi slabega upravljanja EU z lastnimi staleži rib, ključnega pomena, ko je Norveška na referendumih glasovala proti članstvu v EU.
Pouk samijskega jezika je bil v šole uveden v 1970-ih. Leta 1979 je gradnja jezu hidroelektrarne v Alti povzročila velike demonstracije, s čimer je vprašanje Samijev prvič pritegnilo nacionalno pozornost. Rezultat je bilo veliko prizadevanje oblasti za spodbujanje samijskega jezika in kulture. Leta 1989 se je odprl norveški samijski parlament Samediggi in Finnmarkov zakon iz leta 2005 je bil poskus obravnavanja vprašanja zemljiških pravic. Podoben zakon je na poti za Nordland in Troms.
Proti vsemu temu je bilo izseljevanje na jug po drugi svetovni vojni močno. Medtem ko je na severu Norveške rahla splošna rast prebivalstva (zaradi presežka rojstev in priseljevanja iz tujine), je ta znatno nižja kot v južnih okrožjih, čeprav regionalna središča Bodø, Tromsø in Alta še naprej rastejo relativno hitro tempo. V zadnjem času je plinsko polje Snøhvit na morju ob Hammerfestu prineslo upanje na nov razvoj na severu.

## Podnebje
V tej regiji so velike podnebne razlike od jugozahoda do severovzhoda. Finnmarksvidda v notranjosti Finnmarka in nekatere doline v notranjosti Tromsa imajo bolj celinsko podnebje z veliko manj padavinami in veliko hladnejšimi zimami v primerjavi z dolgo obalno regijo.

### Svetloba
Med zimo in poletjem so velike razlike v dnevni svetlobi. Na Nordkapu je polnočno sonce mogoče videti od 11. maja do 31. julija, sonce pa ne vzhaja nad obzorjem od 19. novembra do 22. januarja. Za Tromsø so datumi od 17. maja do 25. julija oziroma od 26. novembra do 15. januarja; in za Bodø od 30. maja do 12. julija (v Bodøju ni polarne noči). Tema sredi zime na celini ni popolnoma temna; okoli poldneva je v Tromsøju mrak približno tri ure. Helgeland nima pravega polnočnega sonca, vendar se zgornji del sončnega diska nikoli ne spusti pod obzorje tako daleč na jug kot Mosjøen junija. Februar je prehodno obdobje, ko se sonce hitro vrača, marec in april pa se pogosto počutita kot eksplozija svetlobe z dolgimi dnevnimi urami in snežno odejo na večini območij, razen na obalnem pasu Nordlanda. Aurora Borealis je vidna na celotnem območju od jeseni do sredine aprila, potem pa postane presvetlo za opazovanje. Gre za naravni pojav, ki nastane zaradi trka med električno nabitimi delci s sonca, ki vstopijo v zemeljsko atmosfero in obarvajo nebo z vsemi barvami iz barvne palete.

### Zmerno oceansko do celinsko borealno podnebje
Obala Helgelanda v južnem Nordlandu in nekateri otoki severneje do Skrove na Lofotih imajo zmerno oceansko podnebje (Cfb) s povprečnimi mesečnimi temperaturami pozimi nad 0 °C in štirimesečnimi povprečji 10 °C ali več. To vključuje mesti Brønnøysund in Sandnessjøen. Na istem obalnem območju, vendar nekoliko v fjordih severno, vključno z Bodøjem, je ozko območje, kjer so zime nekoliko hladnejše, poletja pa še vedno trajajo štiri mesece, zaradi česar je to vlažno celinsko podnebje (Dfb).
Dolgo območje vzdolž obale od otoka Myken na jugu severu vzdolž zunanje obale severno do Hasvika je subpolarno oceansko podnebje (Cfc) s še vedno ne zelo mrzlimi zimami (najhladnejši mesec nad –3 °C). To vključuje večji del Lofotov in Vesterålena, zahodno obalo Tromsa severno do Fruholmena v Måsøyu v Finnmarku. Mesta na tem območju vključujejo Leknes, Sortland, Harstad, najblažje dele Tromsøja blizu morja in Hasvik.
Največji del severne Norveške je v borealnem podnebju (znanem tudi kot subarktično), vendar z velikimi variacijami temperatur in padavin od juga proti severovzhodu. Večina mest vzdolž fjordov, ki spadajo v to podnebno območje na severu Norveške, ima zime milejše in bolj vlažne od tipičnega borealnega podnebja ter popolno pomanjkanje permafrosta; to vključuje Mosjøen, Mo i Rana, Narvik, Tromsø in Hammerfest. Hladnejše zime so v Bardufossu, Alti, Kirkenesu in Vadsøju. Resnično mrzla območja so v notranjosti Finnmarka, kjer imata Karasjok in Kautokeino povprečno letno temperaturo pod 0 °C in neravni permafrost. Vendar pa mesta v notranjosti le redko opazijo močan veter in Karasjok doživi povprečno le 1 dan/leto z močnim vetričem (22 vozlov) ali več.
Precejšnje območje regije, zlasti proti meji s Švedsko in severno do Lyngenskih Alp vzhodno od Tromsøja, so gore in visokogorje z alpskim podnebjem tundre nad gozdno mejo.
Povprečna letna temperaturna razlika med Brønnøysundom (6,6 °C) in Kautokeinom (−1,4 °C) je 8 °C, kar je približno enako razliki med Brønnøysundom in Madridom, Španija.
Toplo podnebje na obalnih območjih glede na druge lokacije na isti zemljepisni širini mnogi pripisujejo razmeroma toplemu Severnoatlantskemu toku, podaljšku Zalivskega toka.

### Veter
Moč vetra je najmočnejša pozimi in pozno jeseni, ko so padci najmočnejši. Poletja in zgodnje jeseni so precej manj vetrovne in le redko bomo videli moč vetra, ki ga lahko doživimo pozimi. Vsako zimo nevihte motijo komunikacije (trajekti, letalski promet), zlasti ob zunanji obali. Vendar pa je veliko zimskih dni popolnoma mirnih. Najbolj vetrovno mesto na celinski Norveški (poleg gorskih vrhov) je svetilnik Fruholmen (Fruholmen fyr) v Måsøyu nedaleč od Severnega rta. Najbolj vetrovno mesto na severu Norveške je Bodø s povprečno 153 dnevi na leto z močnim vetrom ali več in 24 dnevi z nevihtnim vetrom, medtem ko Vardø, ki prav tako nima zavetja, vidi 136 dni močnega vetra ali več in 18 dni z nevihto. Notranje doline in zaščitena območja fjordov – še posebej, če so zaščitena z gorami – so veliko manj vetrovna. Tromsø, ki je delno zaščiten z velikimi otoki, doživi povprečno 27 dni na leto z močnim vetrom in 1 dan z nevihto, Bardufoss pa v povprečju opazi le 11 dni z močnim vetrom ali več in komaj kdaj doživi nevihto. Pozimi lahko včasih piha hladen veter iz ledenih višav skozi velike fjorde, −10 °C in močan vetrič bosta zelo hladna za kožo. Blagi zahodni vetrovi so še vedno veliko pogostejši v večini zim. Vremenski vzorci so v tej severni regiji sami po sebi nepredvidljivi – tako nizek kot visok pritisk se lahko pojavi kadar koli v letu, čeprav so najmočnejši vetrovi pozimi.

### Zima
Vzdolž obale Nordlanda od severa do južnega Vesterålena se povprečne zimske temperature gibljejo tik nad lediščem, zime v fjordih postajajo postopoma hladnejše, najhladnejše pa so v notranjosti. V notranjosti Finnmarka, tako kot v Karasjoku, povprečne temperature ostanejo pod lediščem 7 mesecev (oktober–april). V Tromsøju povprečne temperature ostanejo pod lediščem 4–5 mesecev.

### Poletje
Čeprav so zimske temperature v veliki meri odvisne od oddaljenosti od morja, se dolžina sezone spreminja predvsem glede na zemljepisno širino (in nadmorsko višino). Medtem ko ima južna obala Nordlanda štiri mesece poletja, najbolj severovzhodna območja v povprečju le dva meseca, kot sta Kirkenes in Vadsø. Najtoplejše poletne dnevne temperature so v notranjih dolinah in zaščitenih fjordih, v mestih, kot so Mosjøen, Rognan, Narvik, Bardufoss, Alta in Karasjok. Majhen pas zemlje vzdolž skrajne severovzhodne obale od Nordkapa do Vardøja je bil prej deloma tundra (arktično podnebje) zaradi pomanjkanja poletne toplote, vendar so se s posodobljenimi podnebnimi normalnimi 1991–2020 poletja segrela in podnebje tundre se je spremenilo v borealno podnebje vzdolž te najsevernejše obale, a še vedno z zelo skromno poletno toploto.

## Padavin=e =
Padavine se pojavljajo v vseh letnih časih, običajno kot sneg pozimi, čeprav pogosto kot dež na obali Nordlanda. Kopičenje snega v gorah lahko preseže 3 metre in ta obilica snega je razlog za številne ledenike – več kot 500, večinoma v Nordlandu in Tromsu.
Jesen in ponekod ob obali zima sta običajno najbolj mokri sezoni, saj pogosto pade več kot dvakrat več padavin kot spomladi in v zgodnjem poletju. Samo notranja območja Finnmarka so poleti najbolj mokra. Območja z najmanj padavinami so nekatere doline v notranjosti, kot je Dividalen v Målselvu s samo 282 milimetri padavin na leto ter zgornji Saltdal in Skibotn s približno enakim. Notranji Finnmark je edino veliko območje z manj kot 450 milimetri padavin na leto. Najbolj namočena območja so na splošno regija Helgeland; Lurøy na zahodni obali Saltfjella v povprečju znaša 2900 milimetrov/leto.

## Mesta
Razvrščeno po številu prebivalcev v samem mestu (ne občini) na dan 1. januar 2008:
- Tromsø
- Bodø

Mesta z manj kot 30.000 prebivalci, razvrščena po številu prebivalcev:
- Harstad
- Mo i Rana
- Narvik
- Alta
- Mosjøen
- Hammerfest
- Fauske
- Sandnessjøen
- Vadsø

Mesta z manj kot 5000 prebivalci, razvrščena po številu prebivalcev:
- Sortland
- Brønnøysund
- Svolvær
- Finnsnes
- Kirkenes
- Stokmarknes
- Honningsvåg
- Leknes
- Vardø

Obstajajo naselja, večja od Vardøja, ki niso vključena na seznam, ker jim ni bila podeljena ali zaprošena za okrožje (kot so Rognan, Løding, Andenes, Setermoen in Skjervøy).